# Hypodrassodes apicus
Hypodrassodes apicus är en spindelart som beskrevs av Forster 1979. Hypodrassodes apicus ingår i släktet Hypodrassodes och familjen plattbuksspindlar. Inga underarter finns listade i Catalogue of Life.